# Enrico Cerulli
Enrico Cerulli (15 de fevereiro de 1898 - 19 de setembro de 1988) foi um acadêmico italiano especializado em estudos somalis e etíopes, além de governador e diplomata durante a ocupação colonial da África Oriental pela Itália Fascista.

## Biografia
Cerulli nasceu em Nápoles, Itália, em 1898. Ele redigiu sua tese de doutorado na Universidade de Nápoles Federico II, sobre o direito tradicional dos povos somali. Ao mesmo tempo, estudou línguas semíticas etiópicas com Francesco Gallina, além de árabe e estudos islâmicos com Carlo Alfonso Nallino e Giorgio Levi Della Vida no Regio Istituto Orientale (mais tarde Istituto Universitario Orientale, atual Università di Napoli "L'Orientale").
Cerulli também é reconhecido por seus estudos sobre as traduções latina e francesa antiga do Kitab al-Miraj (originalmente em árabe), famosa obra muçulmana que trata da ascensão do Profeta Muhammad ao Céu (conhecida como Isra e Mi'raj), logo após sua milagrosa jornada noturna de Meca a Jerusalém. As representações islâmicas do Inferno nesta obra teriam sido, de acordo com alguns eruditos (inclusive Cerulli), uma grande influência para a obra-prima de Dante Alighieri: A Divina Comédia.
Entre janeiro de 1939 e junho de 1940, Cerulli foi nomeado governador de Shewa e, mais tarde, de Harrar - duas províncias da África Oriental Italiana. Ele também comandou o gabinete político da África Oriental no Ministério das Relações Exteriores italiano.
O restaurado Imperador etíope Haile Selassie I recorreu às Nações Unidas em 1948 para que Cerulli fosse processado por crimes de guerra, junto a outros nove indivíduos. No entanto, a comissão da ONU decidiu por convocá-lo somente como testemunha. O governo etíope desistiu das acusações, mas baniu permanentemente a entrada de Cerulli na Etiópia
Entre 1950 e 1954, Cerulli serviu como embaixador italiano no Irã.
Enrico Cerulli foi também nomeado Presidente da Accademia Nazionale dei Lincei, em Roma.

## Obras publicadas
- 1922: Folk-literature of the Galla of Southern Abyssinia. Cambridge, MA.
- 1930-1933: Etiopia Occidentale (dallo Scioa alla frontiera del Sudan). Note del viaggio, 1927-1928. 2 Vols. Roma.
- 1931: Documenti arabi per la storia dell'Etiopia. Roma: G. Bardi.
- 1936: Studi etiopici. Vol. I: La lingua e la storia di Harar. Roma: Istituto per l'Oriente.
- 1936: Studi etiopici. Vol. II: La lingue e la storia dei Sidamo. Roma: Istituto per l'Oriente.
- 1938: Studi etiopici. Vol. III: Il linguaggio dei Giangerò ed alcune lingue Sidama dell'Omo (Basket, Ciara, Zaissè). Roma; Istituto per l'Oriente. [reedição: 1963]
- 1943: Il Libro etiopico dei Miracoli di Maria e le sue fonti nelle letterature del Medio Evo latino. Roma.
- 1943-1947: Etiopi in Palestina: storia della comunità etiopica di Gerusalemme. 2 vols. Roma: Libreria dello Stato.
- 1949: Il Kitab al Miraj|'Libro della Scala' e la questione delle fonti arabo-spagnole della Divina Commedia. Città del Vaticano.
- 1951: Studi etiopici. Vol. IV: La lingua Caffina. Roma: Istituto per l'Oriente.
- 1956: (ed.) Atti di Krestos Samra. (Corpus Scriptorum Christianorum Orientalium, 163–164; Scriptores Aetiopici, 33–34) Louvain.
- 1957-1964: Somalia: scritti vari editi ed inediti. 3 vols.
- 1958: Storia della letteratura etiopica. Milano. [3rd. ed. 1968].
- 1958-1960: Scritti teologici etiopici dei secoli XVI-XVII. 2 vols. Città del Vaticano.
- 1959: (ed.) Atti di Giulio di Aqfahs. (Corpus Scriptorum Christianorum Orientalium, 190–191; Scriptores Aetiopici, 37–38) Louvain.
- 1971: (with: Fabrizio A. Pennacchietti) Testi neo-aramaici dell’Iran settentrionale. Napoli : Istituto Universitario Orientale di Napoli.
- 1971: L'Islam di ieri e di oggi. Roma. Istituto per l'Oriente